# تاکایا نوماتا
تاکایا نوماتا (انگلیسی: Takaya Numata؛ زادهٔ ۱۹ آوریل ۱۹۹۹) بازیکن فوتبال اهل ژاپن است.